# John Coleman DeGraft-Johnson
John Coleman DeGraft-Johnson (auch: de Graft Johnson; * 21. März 1919 in Accra, Ghana; † 1977) war ein ghanaischer Historiker, Philosoph, Schriftsteller, Ökonom und Diplomat.

## Ausbildung
DeGraft-Johnson besuchte die Mfantsipim School in der ehemaligen britischen Kolonie Goldküste, dem heutigen Ghana. Für die weiterführende Ausbildung ging DeGraft-Johnson nach Großbritannien. Hier besuchte er in Schottland die Universität Edinburgh (University of Edinburgh). Er war zunächst im Studiengang Medizin eingeschrieben, den er volle zwei Jahre absolvierte. Das Medizinstudium schloss DeGraft-Johnson nie ab, sondern wechselte ebenfalls in Edinburgh in den wirtschaftswissenschaftlichen Fachbereich um Handel und Ökonomie (Commerce and Economics) zu studieren.
Sein Studium schloss er mit dem Bachelor im Fach Handel im Juni 1942 ab. Exakt zwei Jahre später, im Juni 1944, wurde ihm der Master of Arts mit besonderen Auszeichnung in Wirtschaftswissenschaften (Economic Science) verliehen. Im Anschluss an seinen Mastertitel begann DeGraft-Johnson seine Promotion in Philosophie, die er im Dezember 1946 erfolgreich abschloss.

## Tätigkeiten und Positionen
DeGraft-Johnson war Mitglied des Gold Coast National Committee (GCNC), das 1953 der Aufgabe der Untersuchung der wirtschaftlichen Ausbaumöglichkeiten des Volta-Deltas betraut wurde.
Mitglieder waren
- Präsident Kwame Nkrumah, Vorsitzender
- K. C. Tours (Finanzminister)
- Komla Agbeli Gbedemah (Minister für Handel und Industrie)
- John Coleman DeGraft-Johnson
- William Ofori-Atta
- C.F. Amoo-Gottfried
- E. E. Kurankyi Taylor
- S. T. Flecku.
- Vor 1956 arbeitete er in der Abteilung Wirtschaft des Kolonialamtes in London.
- Anschließend gehörte er zu den führenden Kapazitäten der Ghana Cocoa Marketing Company Limited (London) einem Vorläufer der Cocoa Marketing Board und der Abteilung für Handel und Industrie in Ghana.
- Er betreute die Abteilung Fernstudium des University College of Ghana.
- Von 1956 bis 1958 war er Professor für Wirtschaftswissenschaft an der University of Delhi.
- Von 1959 bis zu seinem Tod Professor der Wirtschaftswissenschaft der Universität von Ghana.

### DeGraft-Johnson Committee of Enquiry
Nach dem Militärputsch gegen Kwame Nkrumah im Februar 1966 übernahm der National Liberation Council (Nationale Befreiungsrat) die Macht in Ghana und setze mit DeGraft-Johnson einen unabhängigen Leiter der Untersuchungskommission (DeGraft-Johnson Committee of Enquiry) ein, um die umstrittenen Tätigkeiten des United Ghana Farmers Co-operative Council (Kooperationsrat der vereinigten ghanaischen Bauern) (UGFCC) zu überprüfen und aufzuarbeiten. Die UGFCC hatte unter der Wirtschaftspolitik des sozialistischen Präsidenten Nkrumah ein Kakaomonopol aufgebaut. Dabei galt der UGFCC als Parteiflügel, der zunächst regierenden Convention People’s Party (CPP) und später einzigen Partei Ghanas unter dem Vorsitz von Nkrumah.
Verschiedene Unregelmäßigkeiten wurden von der Kommission aufgedeckt. So sollen hier von der UGFCC für Gebäude und anderen Wertgüter keinerlei Zahlungen geleistet worden sein. Die zum Untersuchungszeitpunkt bereits zerschlagene UGFCC stand nach dem Bericht von DeGraft-Johnson unter starken Korruptionsvorwürfen.

### Botschafter
- Von 1967 bis 1970 war er Botschafter in Den Haag[2]
- 1968 wurde er mit Sitz in Den Haag auch bei der Regierung in Brüssel und am 5. Mai 1968 auch bei der EWG akkreditiert.[3]

## Werke
- The African’s Contribution to Civilization.
- The Empire of Monomotapa.
- African Glory: The Story of Vanished Negro Civilizations. London 1954.
- An Introduction to the African Economy. 1964.